# Get the Girl
Get the Girl foi uma banda com todas as integrantes do sexo feminino. Formada em 2002, era composta por Janice Struna (guitarra), Caryn Hoffert (baixo) Kristen Bartkowski (bateria) e de Carol Heller (guitarra e vocal).